# Cyperus filiculmis
Cyperus filiculmis är en halvgräsart som beskrevs av Vahl. Cyperus filiculmis ingår i släktet papyrusar, och familjen halvgräs. Inga underarter finns listade i Catalogue of Life.